# Abelstokstertil
De Abelstokstertil is een brug (til) over de Kromme Raken in de gemeente Het Hogeland in de Nederlandse provincie Groningen. De brug maakt deel uit van de N361 en ligt tussen de dorpen Mensingeweer en Wehe-den Hoorn.

## Naam

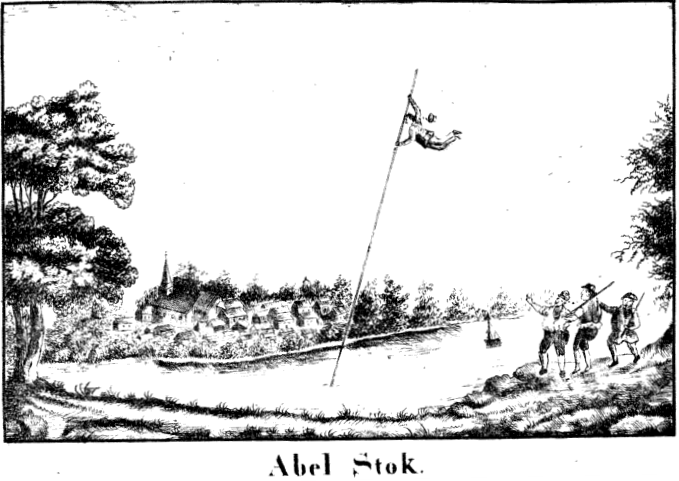
Abel Stok springt met de stok over het water. Illustratie uit de Groninger volksalmanak voor 1839.

De naam Abelstokstertil is in Groningen tamelijk bekend. De uitgang til is Oudfries voor 'houten brug', oorspronkelijk een geïmproviseerde brug die 's winters werd verwijderd.
De naam Abelstok wordt voor het eerst vermeld in 1521 in verband met het onderhoud van de Kromme Raken vanaf dit punt tot aan de sluis bij Schouwerzijl; in 1595 werd een regeling getroffen voor het onderhoud van de Abelstokstertil. Voor het toezicht waren de 'volmachten van Abelstok' verantwoordelijk. Tot 1826 hadden de boerderijen van Nijenklooster een verplichting (servituut) tot het dagelijkse onderhoud, daarna nam de provincie het onderhoud over. 
De herkomst van het eerste deel de naam is onzeker. Mogelijk is het genoemd naar een paal (stok) die daar in of bij het water was geplaatst namens de abt van Oldeklooster en Nijenklooster (ten noorden van Wehe-den Hoorn). Abelstok zou dan staan voor 'abtenstok'. De paal zou bedoeld kunnen zijn om een doorwaadbare plek aan te geven, het zou een grenspaal kunnen zijn geweest of een plek waar het wegstromende water stokte (Oostfries stuken, Fries stûkje), zoals bij de plaatsnaam Stockfleth (een verdronken dorp bij Glückstadt). De aanduiding stok zou ten slotte ook kunnen verwijzen naar een vlonder of smalle loopbrug met één leuning, Middelnederlands stech, Oostfries steg. Vergelijk ook Middelnederlands stege ('steiger, oprit van een dijk'). In het Dollardgebied vinden we de mogelijk verwante toponiemen Stocksterhorn en Astock.
De naburige boerderij stond bekend als Abelstok. Bij de til staat het in 2007 gebouwde gemaal Abelstok en het bos Abelstok dat deels bestaat uit verwilderde fruitbomen. Ten zuiden van Mensingeweer liep vroeger de Abelstokstertocht, die ten gevolge van de ruilverkaveling is verdwenen.

### Sage
Een 19e-eeuwse sage wil doen geloven dat een zekere Abel de naamgever was. Hij had gewed dat hij met een polsstok over het water kon springen. Dat lukte hem inderdaad, maar hij sprong zo ver dat niemand hem nog kon zien, waarop iedereen "Wee, wee" riep. Zo kwam Wehe aan zijn naam. Om aan te geven dat hij goed was overgekomen blies de bakker op zijn hoorn. Zo kreeg Den Hoorn zijn naam. Toen was men gerustgesteld en zei: "d' Mens is er weer" en dat werd: Mensingeweer. De sage werd op rijm gezet door Tonnis van Duinen en staat afgedrukt in de Groninger volksalmanak van 1839.